# 石子與羽男：這種事能告嗎？
《石子與羽男：這種事能告嗎？》是原定日本TBS電視台於2022年7月8日至9月16日播出的週五連續劇，由有村架純和中村倫也雙主演，但因安倍晉三槍擊事件，延後一週至7月15日首播。
台灣由friDay影音、KKTV、中華電信MOD、Hami Video於7月起跟播，有線電視頻道方面則由國興衛視首播。

## 登場人物

### 主要人物
- 石田硝子〈28〉：有村架純[1]

東京大學法律系畢業的律師助理。司法考試4次落榜。
因「認真、穩扎穩打、腦袋猶如石頭一樣頑固」的個性，被稱為「石子」。
與父親綿郎同住，並在「潮法律事務所」工作。
- 羽根岡佳男〈34〉：中村倫也[1]

高中畢業律師。司法考試一次合格。
擁有「影像記憶」能力，看到的東西猶如圖像般過目不忘。
性格猶如羽毛一樣輕飄飄的，自稱為「羽男」。
偶然間遇到綿郎，並來到「潮法律事務所」工作。
- 朝綿郎〈65〉：佐田雅志[3]

硝子的父親。「潮法律事務所」的所長。
對人友好，無法放下有困難的人。跟誰都能當朋友，有猶如棉花一樣柔軟的性格。
偶然間遇到羽男，並把他挖掘到事務所。
- 大庭蒼生〈26〉：赤楚衛二[4]

委託人。二手中古車販賣店員工。
由於在咖啡廳充電被告而認識石子与羽男，所長說找到下一份工作前都可以在事務所打工。
- 鹽崎啓介〈40〉：歡迎小田[5]

在父親經營的蕎麥麵店工作。性格開朗。
對石子一見鍾情，並熱烈追求接近她，但石子並沒有搭理（或者說完全沒有注意到）。

### 客串角色

#### 第1話
- 澤村篤彥：小關裕太[6]

大庭蒼生的同事。
- 梅林：田中要次

咖啡廳老闆。以損害賠償起訴要求在咖啡廳充電的大庭賠償100萬。
- 矢野：丸山智己

大庭與澤村的上司。二手中古車販賣店「Car Captain」小井出分店支店長。

#### 第2話
- 相田孝多：小林優仁

小學生。背著媽媽在手機遊戲充值。
- 相田瑛子：木村佳乃

孝多的母親；單親媽媽。想要把兒子在遊戲充值的錢拿回而拜訪潮法律事務所。
- 丹澤文彦：宮野真守

遊戲營運公司的顧問律師。羽男的前同事。

#### 第3話
- 山田遼平：井之脇海

大學生。因把電影二次創作被電影公司以違反著作權起訴而逮捕。
- 山田恭兵：DENDEN

電影導演。
- 羽根岡泰助：尾形一成

羽男的父親；法官。
- 羽根岡優乃：MEGUMI

羽男的姐姐；檢察官。

#### 第4話
- 堂前一奈：生見愛瑠

駕駛電動滑板車與新庄隆信發生事故。新庄回家後身體狀況突然變糟而被送至醫院，被警方以肇事逃逸而逮捕。
- 新隆信：次郎

公司職員。與堂前一奈駕駛的電動滑板車發生事故回家後，身體狀況突然變糟而送至醫院。
- 堂前繪實：趣里

一奈的姐姐。兩年前，在車禍中失去雙親，本人雖然活下來了，但是失去視力。因妹妹被指控肇事逃逸的案件而找上潮法律事務所委託辯護。
- 新庄和可葉：西山繭子

隆信的妻子。東京地檢檢察官的女兒。

#### 第5話
- 重野義行〈69〉：中村梅雀

鹽崎的叔父。鄰居的梅樹樹枝生長到自家範圍，產生蟲蟲危機，後經由潮法律事務所解決問題。然而幾天後，被鄰居認為所彈奏的鋼琴聲為噪音而請求精神賠償。
- 有森萬壽江〈67〉：風吹純

1年前剛搬遷來的重野的鄰居，獨自一人居住。
- 御子神：田中哲司

株式會社中丸的社長。

#### 第6話
- 高梨拓真：瑛士

擁有一對1歲半雙胞胎兒子的父親。
- 高梨文香：西原亞希

拓真的妻子。有育兒焦慮症。
- 六車瑞穗：佐藤仁美

房地產公司社長。

#### 第7話
- 川瀨Hina〈16〉：片岡凜

在繁華街・丸來町的山室大廈旁邊聚集的少女中的一人。
- 東美冬：小林星蘭

Hina的朋友。
- 東辰久：野間口徹

美冬的繼父。
- 東美奈子：坂倉奈津子

美冬的母親。
- 木崎成貴：若林時英

咖啡店「KNIGHT」的員工。
- 桑田佳那美〈20〉：湊沙耶香

被丸來町聚集的年輕人們稱呼為「K」的人物。

#### 第8話
- 香山信彥：梶原善

鴨谷的創作料理店「inside」的店主。綿郎的熟人。
- 香山洋：堀井新太

因吵架而逐漸疏遠的信彥的兒子。
- 香山蘭：小池里奈

洋的妻子，已懷孕7個月。
- 沙月：橘美緒

「inside」前員工。現為自由作家。與蘭是大學朋友。
- 定井：井上肇

美食資訊網站營運公司「DotM」的社長。
- 裁判長：渡邊憲吉

「inside」和「DotM」的案件的負責裁判官。
- 嵯峨根：櫻井聖

刑警。把大庭以縱火嫌疑逮捕。

#### 第9話
- 保科：永岡卓也

御子神的經紀人。
- 日向理一郎〈50〉：平田廣明

計程車司機。
- 日向綾：山本未來

理一郎的妻子。
- 高岡良樹：森下能幸

「涼風按摩院院」的按摩師。
- 計程車公司社長：栗田昌治

理一郎所屬計程車公司的社長。
- 磯山裕子：石丸奈菜美

妹尾警察署的刑警。
- 榊原若浩：森本伸

「四星房屋」社長。
- 大庭拓〈22〉：望月步

大庭蒼生的弟弟。
- 大庭香代子：石野陽子

大庭蒼生的母親。
- 大庭敏秀：中村シユン

大庭蒼生的父親。

#### 最終話
- 犬塚：岩谷健司

「四星房屋」與「Green房地產」的代理人律師。
- 秋山：池下重大

石川縣的整建公司「Asunaro整建」社長。
- 老婦人：三谷悅代

因鹽崎的紹介而來到「潮法律事務所」的女性。
- 制服警官：川瀨陽太

把御子神因亂丟菸蒂而現行犯逮捕的警官。

## 製作人員
- 劇本：西田征史
- 製作人：新井順子
- 編成：中西真央、松岡洋太
- 導演：塚原亞由子、山本剛義
- 音樂：得田真裕
- 主題曲：RADWIMPS（Muzinto Records / EMI）
- 製作：TBS SPARKLE、TBS電視台

## 播出日程
- 第1話加長15分鐘（22:00 - 23:09）。

| 集數                                                                      | 播出日期 | 副標題 | 日文標題 | 中文標題 (friDay影音) | 導演                | 收視率 |
| ------------------------------------------------------------------------- | -------- | ------ | -------- | --------------------- | ------------------- | ------ |
| 事案01                                                                    | 7月15日  |        |          | 在餐廳充電而挨告?     | 塚原あゆ子          | 6.9%   |
| 事案02                                                                    | 7月22日  |        |          | 玩遊戲課金而挨告?     | 塚原あゆ子          | 6.9%   |
| 事案03                                                                    | 7月29日  |        |          | 上傳速食電影而挨告?   | 山本剛義            | 6.8%   |
| 事案04                                                                    | 8月05日  |        |          | 騎滑板車撞到人而挨告? | 塚原あゆ子          | 8.4%   |
| 事案05                                                                    | 8月12日  |        |          | 剪庭院樹枝而挨告?     | 山本剛義            | 7.4%   |
| 事案06                                                                    | 8月19日  |        |          | 想搬離凶宅而挨告?     | 塚原あゆ子 山本剛義 | 7.5%   |
| 事案07                                                                    | 8月26日  | [ a ]  |          | 為了逃離家暴而挨告?   | 塚原あゆ子          | 7.0%   |
| 事案08                                                                    | 9月02日  |        |          | 爭取知的權利而挨告?   | 山本剛義            | 7.0%   |
| 事案09                                                                    | 9月09日  |        |          | 掛名當社長而挨告?     | 塚原あゆ子          | 7.1%   |
| 最終事案                                                                  | 9月16日  |        |          | 亂丟煙蒂而挨告?       | 塚原あゆ子          | 8.0%   |
| 平均收視率 7.3%（收視率由Video Research調查關東地區、家戶的即時統計資料） |          |        |          |                       |                     |        |

## 衍生劇集

### 網路電視劇
衍生劇集《鹽介與甘實-做好蕎麥麵之前是偵探-》於網路動畫平台・Paravi播出。

#### 登場人物（網路電視劇）
- 鹽崎啓介：歡迎小田
- 甘露果也實：久保史緒里（乃木坂46）

#### 客串角色（網路電視劇）
- 宇野沙織：三倉茉奈（第1話・第2話）
- 大庭蒼生：赤楚衛二（第3話）
- 野上蒼汰：草川直彌（第4話）
- 甘露昭斗：高橋努（第5話）
- 國枝律奈：馬場園梓（第6話）
- 石田硝子：有村架純（第6話）
- 羽根岡佳男：中村倫也（第6話）

#### 製作團隊（網路電視劇）
- 編劇：高矢航志、府川亮介、富安美尋
- 配樂：得田真裕
- 旁白：垂木勉
- 導演：府川亮介
- 製作人：新井順子、阿部愛沙美
- 制作：TBS SPARKLE、TBS電視台

#### 播放日程（網路電視劇）
- 7月29日、8月12日播放小田×久保的2人短篇特別訪談，8月26日、9月9日播放特別篇（一問一答）。

| 集數   | 播放日  | 標題 | 編劇     |
| ------ | ------- | ---- | -------- |
| 事案01 | 7月15日 |      | 高矢航志 |
| 事案02 | 7月22日 |      | 高矢航志 |
| 事案03 | 8月05日 |      | 府川亮介 |
| 事案04 | 8月19日 |      | 府川亮介 |
| 事案05 | 9月02日 |      | 高矢航志 |
| 事案06 | 9月16日 |      | 府川亮介 |

## 獲獎
| 年份   | 名稱              | 獎項           | 入圍者/得獎者                      | 結果 |
| ------ | ----------------- | -------------- | ---------------------------------- | ---- |
| 2022年 | 第113回日劇學院賞 | 最佳作品       | 石子與羽男：這種事能告嗎？         | 獲獎 |
| 2022年 | 第113回日劇學院賞 | 最佳男主角     | 中村倫也                           | 獲獎 |
| 2022年 | 第113回日劇學院賞 | 最佳女主角     | 有村架純                           | 獲獎 |
| 2022年 | 第113回日劇學院賞 | 最佳男配角     | 赤楚衛二                           | 獲獎 |
| 2022年 | 第113回日劇學院賞 | 最佳電視劇歌曲 | 《人類遊戲 (人間ごっこ) 》RADWIMPS | 提名 |
| 2022年 | 第113回日劇學院賞 | 最佳導演       | 塚原亞由子、山本剛義               | 獲獎 |
| 2022年 | 第113回日劇學院賞 | 最佳劇本       | 西田征史                           | 提名 |

### 注解
1. ↑  原先標題預定為「損害賠償請求」。播放下回預告時更改為「傷害罪」。

### 資料來源
1. 1 2 3  . ORICON NEWS. 2022-05-03  [2022-05-03]. （原始内容存档于2022-06-05） （日语）.
2. ↑  . AppleDaily.   [2022-07-08]. （原始内容存档于2022-07-08） （中文（臺灣））.
3. ↑  . ORICON NEWS. 2022-05-20  [2022-05-24]. （原始内容存档于2022-06-23） （日语）.
4. ↑  . ORICON NEWS. 2022-06-03  [2022-06-03]. （原始内容存档于2022-06-03） （日语）.
5. ↑  . ORICON NEWS. 2022-06-12  [2022-06-13]. （原始内容存档于2022-07-03）.
6. ↑  . ORICON NEWS. 2022-06-17  [2022-06-17]. （原始内容存档于2022-06-25） （日语）.
7. ↑  . 日刊體育. 2022-07-19  [2022-07-19]. （原始内容存档于2022-07-19） （日语）.
8. ↑  . 日刊體育. 2022-07-25  [2022-07-25]. （原始内容存档于2022-07-27） （日语）.
9. ↑  . 日刊體育. 2022-08-01  [2022-08-01]. （原始内容存档于2022-08-13） （日语）.
10. ↑  . 日刊體育. 2022-08-08  [2022-08-08]. （原始内容存档于2022-08-13） （日语）.
11. ↑  . 日刊體育. 2022-08-15  [2022-08-15]. （原始内容存档于2022-08-27） （日语）.
12. ↑  . 日刊體育. 2022-08-22  [2022-08-22]. （原始内容存档于2022-09-03） （日语）.
13. ↑  . 日刊體育. 2022-08-29  [2022-08-29]. （原始内容存档于2022-09-05） （日语）.
14. ↑  . 日刊體育. 2022-09-05  [2022-09-05]. （原始内容存档于2022-10-23） （日语）.
15. ↑  . 日刊體育. 2022-09-12  [2022-09-12]. （原始内容存档于2022-11-04） （日语）.
16. ↑  . 日刊體育. 2022-09-20  [2022-09-20]. （原始内容存档于2022-09-21） （日语）.

## 外部連結
- 官方网站（日語）
  - 電視劇的X（前Twitter）
  - 電視劇的Instagram帳戶

| 日本 TBS電視台 週五連續劇            | 日本 TBS電視台 週五連續劇                             | 日本 TBS電視台 週五連續劇 |
| ------------------------------------ | ----------------------------------------------------- | ------------------------- |
|                                      | 石子與羽男：這種事能告嗎？ （2022年7月15日－9月16日） |                           |
| INVISIBLE （2022年4月15日－6月17日） | 詐欺獵人 （2022年10月21日－12月23日）                 |                           |

| 臺灣 愛爾達影劇台 星期六、日 10:00 - 12:00（兩集連播） | 臺灣 愛爾達影劇台 星期六、日 10:00 - 12:00（兩集連播）     | 臺灣 愛爾達影劇台 星期六、日 10:00 - 12:00（兩集連播） |
| ------------------------------------------------------ | ---------------------------------------------------------- | ------------------------------------------------------ |
|                                                        | 石子與羽男：這種事能告嗎？ （2023年4月8日－2023年4月22日） |                                                        |
| 騎上獨角獸 （2023年3月19日－2023年4月2日）             | Get Ready! （2023年4月23日－2023年5月7日）                 |                                                        |